# Granica osmańsko-rosyjska
Granica osmańsko-rosyjska – granica międzypaństwowa pomiędzy Carstwem Rosyjskim i Imperium Rosyjskim a Imperium Osmańskim, istniejąca w latach 1554-1917 o różnym przebiegu.
Pierwsza granica powstała w 1554 roku po włączeniu do Rosji Chanatu Astrachańskiego, który na południowym zachodzie graniczył z tureckim lennem – Chanatem Krymskim.
Granica biegła od rzeki Kubań w kierunku północnym do rzeki Don (na północ od Azowa), następnie biegła w kierunku północno-zachodnim do styku granic z Zaporożem (od 1569 roku należącym do Polski).
Od 1667 roku granica przesuwała się na zachód poza Dniepr.
|
W latach 1672–1699 granica biegła Dnieprem (od okolic Kijowa) i dochodziła do Bohu – granicy z tureckim Jedysanem.
Traktat w Küczük Kajnardży (1774) przyznawał Rosji część Jedysanu, położoną pomiędzy Dnieprem i Bohem (Nowa Rosja).
W 1783 roku włączono do Rosji Chanat Krymski.
Po traktacie w Jassach z 1792 roku granica osmańsko-rosyjska (wzdłuż granic Mołdawii i Budziaku) biegła od Chocimia rzeką Dniestr do jej ujścia do Morza Czarnego.
W 1812 roku, po zajęciu Besarabii przez Rosję, granica biegła od styku granic z Austrią (Bukowina), następnie rzeką Prut i deltowym odcinkiem Dunaju (Kilia) do Morza Czarnego.
Formalnie granica osmańsko-rosyjska na Bałkanach istniała do 1878 roku, do włączenia tureckiej Dobrudży do niepodległej Rumunii.
Na terenie Kaukazu granica stopniowo przesuwała się na południe od rzeki Kubań. 
Traktat adrianopolski z 1829 roku oddawał należące do Turcji kaukaskie wybrzeża czarnomorskie Rosji.
Granica ostatecznie ustaliła się w 1878 roku. Biegła od wybrzeża Morza Czarnego, na południe od Batumi, Ardahanu i Karsu do styku granic Turcji, Rosji i Persji.
Istniała w tym przebiegu do 1920 roku.